# Лебедев, Валентин Владимирович
Валенти́н Влади́мирович Ле́бедев (22 августа 1953, Карл-Маркс-Штадт, ГДР) — советский и российский журналист, публицист, общественный деятель. Главный редактор журнала «Православная беседа». Член Межсоборного присутствия Русской православной церкви.

## Биография
Родился 22 августа 1953 года в городе Карл-Маркс-Штадте, где в то время работали его родители. Вскоре семья переехала в Москву.
В 1970 года окончил среднюю школу в Москве, затем служил в армии.
Окончил факультет журналистики МГУ имени М. В. Ломоносова. С середины 1970-х годов работал на Центральном телевидении в разных должностях.
Участвует в деятельности антисоветских кружков патриотического направления, распространяет православную литературу, изданную самиздатовским способом.
В начале 1987 года уходит со светской службы в Издательский отдел Московского Патриархата, работает редактором в «Журнале Московской Патриархии». В 1989 году участвует в создании первой общедоступной православной газеты — «Московский церковный вестник», став её ответственным редактором.
Со второй половины 1980-х годов участвует в учреждении и деятельности ряда общественных организаций, среди которых Союз православных братств, Союз православных издателей, Российское христианское демократическое движение (РХДД), Российское народное собрание (РНС), движение «Держава».
В 1991 года вместе с группой священников основывал и стал главным редактором первого за многие годы массового духовно-просветительского журнала «Православная беседа», издававшегося под попечительством Отдела религиозного образования и Отдела внешних церковных связей Московского Патриархата. Организовал и возглавил православное издательство «Христианская литература».
В 1995 года явился инициатором созыва Православного политического совещания (ППС), на основе которого через год был создан Союз православных граждан. В начале его избирают секретарём-координатором, а затем Председателем Союза православных граждан. Союз православных граждан объединил десятки различных церковно-общественных организаций и учреждений в России и ближнем зарубежье.
12 мая 2001 года после окончания шествия протеста против визита Папы Римского на Украину был задержан сотрудниками ОВД «Китай-город». Он был доставлен в ОВД «Китай-город», где ему было предъявлено обвинение в организации несанкционированного митинга. Лебедев назвал это обвинение абсурдом. 14 мая утром Валентин Лебедев с адвокатом и свидетелями явился в назначенное время в ОВД Китай-город, где находился около часа. Затем прибыли представители МВД и заявили, что не имеют к Лебедеву никаких претензий и принесли соответствующие извинения.
В декабре 2006 года стал одним из учредителей Фонда «Возвращение».
28 июля 2009 года включён в состав Межсоборного присутствия Русской православной церкви.
3 марта 2011 года подписал «Обращение представителей общественности против информационного подрыва доверия к судебной системе Российской Федерации».
6 декабря 2013 года стал одним из создателей общественной организации «Русское Собрание».